# Bankia orcutti
Bankia orcutti is een tweekleppigensoort uit de familie van de Teredinidae. De wetenschappelijke naam van de soort is voor het eerst geldig gepubliceerd in 1923 door Bartsch.